# Општина Бенесат (Салаж)
Бенесат (рум. Benesat) општина је у Румунији у округу Салаж.
Oпштина се налази на надморској висини од 191 m.